# Матч всіх зірок МЛС
Матч всіх зірок МЛС (англ. MLS All-Star Game) — щорічний показовий футбольний матч за участю найкращих гравців Major League Soccer — вищої професіональної футбольної ліги у США і Канаді. Проводиться починаючи з 1996 року.
Традиція проводити Матч усіх зірок — показово-розважальний матч за участю найпопулярніших гравців — існує в усіх провідних спортивних лігах Північної Америки, а також в інших спортивних лігах світу. Традиційний формат такого матчу передбачає змагання між збірними з найкращих гравців двох конференцій, склади яких визначаються голосуваннями вболівальників, тренерів та представників ЗМІ.

## Історія
Перші Матчі всіх зірок MLS проходили у подібному форматі — між збірними найкращих гравців Західної і Східної конференції. Щоб підняти інтерес до першого в історії Матчі всіх зірок МЛС, ліга організувала разом з цим матчем товариську гру між олімпійською збірною Бразилію і національною збірною США. 
Формат матчу «Захід-Схід» проіснував до 2001 року включно, за винятком 1998 року, коли у Матчі всіх зірок команда зірок-іноземних гравців грали проти зірок США. Починаючи з 2002 року (за єдиним винятком 2004 року) MLS проводить Матч всіх зірок у форматі «Зірки МЛС проти запрошеної команди». У 2002 році це була збірна, а у 2003 році Депортіво Гвадалахара. Починаючи з 2005 року для участі у Матчі всіх зірок МЛС запрошуються популярні клуби з Європи. В різні роки були запрошені «Манчестер Юнайтед», «Челсі», «Арсенал», «Баварія Мюнхен» та ін.

## Правила гри
Матч проходить за стандартними футбольними правилами. Дозволяється робити багато замін у складах команд. У випадку нічиєї по завершенні основного часу, переможець визначається за післяматчевими пенальті.

## Обрання місця проведення матчу, гравців і тренера команди зірок
Місто, де проходитиме матч усіх зірок обирається заздалегідь рішенням ліги з-поміж міст, де існують команд MLS. Тренер команди МЛС, яка грає у Місті проведення матчу всіх зірок, призначається тренером команди зірок.
11 гравців до складу команди зірок обираються голосуванням уболівальників, ще двох гравців (їх називають Commissioner’s Picks) має право обрати комісар МЛС. Решту складу з 22-х гравців обирає тренер команди зірок.

## Результати

### «Схід-Захід» 1996–1997
| Матч всіх зірок МЛС 1996 14липня 1996 | Схід                               | 3–2  | Захід               | Джаєнтс Стедіум, Іст Резерфорд     |  |
|                                       | Рамос 13' Саваресе 69' Піттмен 88' | Звіт | Прекі 33' Крайс 37' | Глядачі: 78,416 Суддя: Кевін Стотт |  |

| Матч всіх зірок МЛС 1997 9 липня 1997 | Схід                                                                | 5–4  | Захід                                           | Джаєнтс Стедіум, Іст Резерфорд         |  |
|                                       | Вальдеррама 50' Гальдерізі 63' Варжиха 66' Вільямс 70' МакБрайд 88' | Звіт | Вашингтон 11' Кампос 44' Такавіра 80' Джонс 86' | Глядачі: 24,816 Суддя: Артуро Енджелес |  |

### «MLS-США проти MLS-Світ» 1998
| Матч всіх зірок МЛС 1998 2 серпня 1998 | MLS-США                                                             | 6–1  | MLS-Світ     | Сітрес Боул, Орландо                       |  |
|                                        | T. Рамос 5' Лалас 15' МакБрайд 16' Прекі 40' Лассітер 78' Джонс 83' | Звіт | M. Рамос 89' | Глядачі: 34,416 Суддя: Есфандіар Багармаст |  |

### «Схід — Захід» 1999–2001
| Матч всіх зірок МЛС 1999 17 липня 1999 | Схід                                                | 4–6    | Захід                                                      | Куалкомм Стедіум, Сан-Дієго        |  |
|                                        | Лассітер 1' Мур 62' (пен.) Вальдеррама 73' Джон 83' | Report | Прекі 13', 38' Косецкі 32' Джонс 36' Райт 84' Серрітос 89' | Глядачі: 23,227 Суддя: Сандра Гант |  |

| Матч всіх зірок МЛС 2000 29 липня 2000 | Схід                                                                                          | 9–4  | Захід                                   | Коламбус Крю Стедіум, Колумбус       |  |
|                                        | Матіс 2' Морено 36' Валенсія 39' Чанг 51' Діалло 59', 61' Гіпс 65' Вашингтон 67' МакБрайд 76' | Звіт | Разов 17', 22' Сьєнфуегос 19' Новак 44' | Глядачі: 23,495 Суддя: Пол Тамберіно |  |

| Матч всіх зірок МЛС 2001 28 липня 2001 | Схід                                                     | 6–6    | Захід                                                 | Спартан Стедіум, Сан-Хосе         |  |
|                                        | Чакон 28' МакБрайд 34', 39' Діалло 53' Руні 84' Кате 87' | Report | Донован 3', 7', 19', 90+2' Грасіані 26' Коваленко 69' | Глядачі: 23,512 Суддя: Ноел Кенні |  |

### «Команда зірок проти запрошеної команди» 2002–2003
| Матч всіх зірок МЛС 2002 3 серпня 2002 | Зірки MLS                           | 3–2  | США                   | РФК Стедіум, Вашингтон             |  |
|                                        | Крайс 59' Етчеверрі 72' Ролстон 81' | Звіт | Донован 58' Джонс 76' | Глядачі: 31,096 Суддя: Брайян Голл |  |

| Матч всіх зірок МЛС 2003 2 серпня 2003 | Зірки MLS                    | 3–1  | Гвадалахара | Хоум Депо Центр, Карсон            |  |
|                                        | Разов 57' Руїс 68' Біслі 83' | Звіт | Гарсія 66'  | Глядачі: 27,000 Суддя: Кевін Террі |  |

### «Схід – Захід» 2004
| Матч всіх зірок МЛС 2004 31 липня 2004 | Схід                                  | 3–2    | Захід              | РФК Стедіум, Вашингтон                 |  |
|                                        | Гевара 20', 22' (пен.) Ескандарян 74' | Report | Чінг 43' Крайс 89' | Глядачі: 21,378 Суддя: Michael Kennedy |  |

### «Команда зірок проти запрошеної команди» 2005–досі
| Матч всіх зірок МЛС 2005 30 липня 2005 | Зірки MLS                                    | 4–1  | Фулхем            | Коламбус Крю Стедіум, Колумбус            |  |
|                                        | Твеллман 23' О'Брайєн 56' Каннінгем 85', 89' | Звіт | Йєнсен 66' (пен.) | Глядачі: 23,309 Суддя: Рікардо Валенсуела |  |

| Матч всіх зірок МЛС 2006 5 серпня 2006 | Зірки MLS      | 1–0    | Челсі | Тойота Парк, Бріджв'ю                 |  |
|                                        | Де Росаріо 70' | Report |       | Глядачі: 21,210 Суддя: Аббей Окуладжа |  |

| Матч всіх зірок МЛС 2007 19 липня 2007 | Зірки MLS           | 2–0  | Селтік | Дікс Спортінг Гудс Парк, Коммерс-Сіті    |  |
|                                        | Анхель 36' Тоха 44' | Звіт |        | Глядачі: 18,661 Суддя: Бальдомеро Толедо |  |

| Матч всіх зірок МЛС 2008 24 липня 2008 | Зірки MLS                                  | 3–2  | Вест Хем Юнайтед | Бімо Філд, Торонто                      |  |
|                                        | Гомес 27' Бланко 45' Де Росаріо 70' (пен.) | Звіт | Ештон 26', 67'   | Глядачі: 20,844 Суддя: Маурісіо Наварро |  |

| Матч всіх зірок МЛС 2009 29 липня 2009 | Зірки MLS  | 1–1 (3-4 пен.) | Евертон | Ріо Тінто Стедіум, Санді               |  |
|                                        | Дейвіс 26' | Звіт           | Саа 12' | Глядачі: 20,124 Суддя: Рікардо Саласар |  |

| Матч всіх зірок МЛС 2010 28 липня 2010 | Зірки MLS               | 2–5    | Манчестер Юнайтед                                   | Релаєнт Стедіум, Х'юстон              |  |
|                                        | Чінг 64' Де Росаріо 90' | Report | Македа 1', 13' Гібсон 70' Клеверлі 73' Ернандес 84' | Глядачі: 70,728 Суддя: Хорхе Гонсалес |  |

| Матч всіх зірок МЛС 2011 27 липня 2011 | Зірки MLS | 0–4    | Манчестер Юнайтед                             | Ред Булл Арена, Гаррісон            |  |
|                                        |           | Report | Андерсон 20' Пак 45' Бербатов 52' Welbeck 68' | Глядачі: 26,760 Суддя: Хаїр Марруфо |  |

| Матч всіх зірок МЛС 2012 25 липня 2012 | Зірки MLS                                 | 3–2    | Челсі                 | PPL Park, Честер                         |  |
|                                        | Вондоловскі 21' Понтіус 73' Джонсон 90+1' | Report | Террі 32' Лемпард 58' | Глядачі: 19,236 Суддя: Бальдомеро Толедо |  |

| Матч всіх зірок МЛС 2013 31 липня 2013 | Зірки MLS      | 1–3    | Рома                                | Спортінг Парк, Канзас-Сіті (Канзас)    |  |
|                                        | Gonzalez 90+1' | Report | Strootman 4' Флоренці 47' Tallo 68' | Глядачі: 21,175 Суддя: Hilario Grajeda |  |

| Матч всіх зірок МЛС 2014 6 серпня 2014 | Зірки MLS                    | 2–1    | Баварія Мюнхен   | Провіденс Парк, Портленд           |  |
|                                        | Райт-Філліпс 51' Донован 70' | Report | Левандовський 8' | Глядачі: 21733 Суддя: Хаїр Марруфо |  |

| Матч всіх зірок МЛС 2015 29 липня 2015 | Зірки MLS                 | 2–1    | Тоттенхем Хотспур | Дікс Спортінг Гудс Парк, Коммерс-Сіті |  |
|                                        | Кака 20' (пен.) Вілья 23' | Report | Кейн 37'          | Глядачі: 18671 Суддя: Ісмаїл Елфат    |  |

| Матч всіх зірок МЛС 2016 28 липня 2016 | Зірки MLS  | 1–2  | Арсенал                       | Авайя Стедіум, Сан-Хосе          |  |
|                                        | Дрогба 45' | звіт | Кемпбелл 10' (пен.) Акпом 87' | Глядачі: 18000 Суддя: Кріс Пенсо |  |

| Матч всіх зірок МЛС 2017 2 серпня 2017 | Зірки MLS | v. | Реал Мадрид | Солджер-філд, Чикаго |  |
|                                        |           |    |             |                      |  |